# 希腊国徽
希腊国徽（羅馬化：Ethnósimo tis Elládas）由一个蓝色的，上面有一个白十字的盾徽和两枝包围盾徽的橄榄枝构成。国徽主要被印或织在军队，保安部队等等的的帽子，制服和扣子上。

## 历史
希腊的第一个国徽在1822年1月1日规定在厄庇达洛斯宪法上，并于同年的3月15日通过法令被确立。
自从成为了第一个被确立的国徽，主要因为制度的改变，在形状和设计上经过了很多的修改。原来的希腊国徽由雅典娜和猫头鹰构成。在现代希腊第一位希腊总理卡坡迪斯查斯（Capodistrias）任职的时候，增加了象征重生的不死鸟。在巴伐利亚王国的奥托一世在位时，由两只戴着王冠的狮子和戴着王冠的盾徽构成的皇家徽章成为了希腊的国徽。在乔治一世在位期间。国徽由基于丹麦国徽的徽章取代。在1924年希腊变为一个共和国后，国徽由蓝底白十字盾构成。皇家徽章于1935年再次成为希腊国徽，直到1973年希腊军政府废除君主制。目前的国徽由艺术家科斯塔斯·格拉马托普洛斯设计，于1975年6月7日由第48法通过（ΦΕΚ Α΄ 108/7.6.1975）。

## 历史演变

### 自1831年开始

希腊国王奥托一世在位时（1833年—1862年）的国徽。它源于巴伐利亚皇家徽章
格吕克斯堡王朝（1863年—1924年，1935年—1973年）的国徽
格吕克斯堡王朝（1863年—1924年，1935年—1973年）的国徽（1863–1973）
希腊王国（1863年—1924年；1935年—1973年）的国徽
希腊第二共和国（1924年–1935年）
希腊国（1941年－1944年）
希腊王国（1863年—1924年；1935年—1973年）的国徽
希腊军政府时期（不死鸟为希腊军政府的政府象征）
希腊军政府时期
目前的希腊军队形式的国徽，可見於希腊武装部队的帽徽